# Linda Bock
Linda Bock (* 27. Mai 2000 in Borken) ist eine deutsche Volleyball- und Beachvolleyballspielerin.

## Karriere
Bock spielte in ihrer Jugend Volleyball beim RC Borken-Hoxfeld. Hier war sie bei den „Skurios Volleys Borken“ seit 2015 auch in der zweiten Bundesliga Nord aktiv. Mit Greta Klein-Hitpaß wurde Bock 2016 in Magdeburg Deutsche U17-Beachvolleyballmeisterin. 2018 wechselte die Libera zum Bundesligisten USC Münster. Mit einem Zweitspielrecht spielte Bock auch für den VC Olympia Berlin.
Bock spielte auch in der deutschen Juniorinnen-Nationalmannschaft, mit der sie 2017 bei der U18-Europameisterschaft in den Niederlanden und bei der U18-Weltmeisterschaft in Argentinien jeweils Platz sechs erreichte. 2018 wurde sie bei der U19-Europameisterschaft in Albanien erneut Sechste. Bei den Volleyball Masters in Montreux 2019 hatte Bock ihren ersten Einsatz in der A-Nationalmannschaft, mit der sie bei der Europameisterschaft in der Slowakei und Polen Fünfte wurde. Zur Saison 2021/22 wechselte Bock zum deutschen Meister Dresdner SC und unterzeichnete dort einen Zwei-Jahres-Vertrag. Nach zwei Spielzeiten in Dresden wechselte sie zum deutschen Rekordmeister SSC Palmberg Schwerin. Nach einem Kreuzbandriss im November 2023 beendete Bock ihre Hallenkarriere und wechselte zum Beachvolleyball. 
Seit November 2024 bildet sie ein Duo mit Louisa Lippmann. Ihr erstes gemeinsames internationales Turnier bestritten die beiden im März des folgenden Jahres beim Challenge in Yucatán. War dort nach zwei erfolgreich überstandenen Qualifikationsrunden die Gruppenphase Endstation, lief es zwei Monate später in Xiamen noch etwas besser. Auch dort war die Vorausscheidung kein Problem und im Pool erkämpfte das deutsche Duo den ersten Rang, sodass die erste Hauptrunde übersprungen werden konnte und der geteilte neunte Platz das Endresultat wurde. Ihr bis zu diesem Zeitpunkt bestes Ergebnis gelang den beiden nach einem siebzehnten Platz in Alanya beim vierten gleichartigen Event des Jahres. Im Juni 2025 erreichten Bock/Lippmann in Stare Jabłonki nach dem dritten Platz in der Gruppe und den Siegen über die Australierinnen Alchin / Johnson, ihre deutschen Landsfrauen Ittlinger / Grüne, die Olympia-Fünften Álvarez / Moreno und die Französinnen Vieira / Chamereau, die ebenfalls in Paris dabei waren, das Endspiel, das sie gegen das ukrainische Duo Tetjana Lasarenko und Maryna Hladun verloren. Nach einem dreizehnten Platz beim Elite-Turnier in Gstaad erreichten Bock/Lippmann bei der Europameisterschaft in Düsseldorf Ende Juli/Anfang August das Achtelfinale, das sie erneut gegen Lasarenko/Hladun verloren, die sich anschließend den Titel sicherten. Den Erfolg vom polnischen Challenge konnte das deutsche Duo beim gleichwertigen Event in Baden noch einmal toppen. Nach dem Gruppensieg mussten sowohl Vergara / González und Paulikienė / Raupelytė als auch Dawidowa / Chmil und im Finale Mila Konink / Raïsa Schoon erkennen, dass das aus Nordrhein-Westfalen stammende Beachpaar in Niederösterreich nicht zu bezwingen war. Der Erfolg war um so bemerkenswerter, weil er ohne einen einzigen Satzverlust gelang.